# 遠藤彰 (神学者)
遠藤 彰（えんどう あきら、1920年（大正9年）1月3日 - 2009年（平成21年）7月11日）は、日本の神学者。同志社大学名誉教授。専攻は新約聖書学。
京都府生まれ。同志社大学教授・神学部長、広島女学院院長・理事長、広島女学院大学学長を務める。
キリスト教徒、日本基督教団所属・無任所教師。
学生時代は同志社グリークラブ、卒業後は同顧問。

## 経歴
- 1920年（大正09年） 京都で生まれる。
- 1942年（昭和17年） 同志社大学文学部神学科卒。

その後 ユニオン神学校(Union Theological Seminary)を修了。
- 1958年（昭和33年） 同志社大学教授。
- 1961年（昭和36年） 同志社大学宗教部長。
- 1966年（昭和41年） 同志社大学神学部長。

その後同志社大学図書館長などを務める。
- 1990年（平成02年） 同志社大学を定年退官[5]。
- 同年　広島女学院院長・広島女学院大学学長[1][3]。
- 1997年（平成09年） 同理事長。
- 1998年（平成10年） 同志社大学名誉教授。
- 同年　勲三等旭日中綬章[1]。

## 所属学会
日本基督教学会、日本新約学会、関西新約学会（関西新約聖書学会）